# KK ABS Primorje 1945
KK "Primorje 1945"  je košarkaški klub iz Herceg Novog, Crna Gora. Trenutno se takmiči u Prvoj Erste ligi Crne Gore.

## Takmičenja KK ABS Primorja
KK "Primorje 1945" je u sezoni 2007/08. je igrao u Prvoj crnogorskoj ligi i takođe u Superligi Crne Gore. Uvijek je bio pri vrhu tabele i te sezone došao je do polufinala plej ofa, ali je izgubio od KK Budućnosti i propustio šansu da uđe u NLB Regionalnu ligu. U sezoni 2008/09. takođe igra u Prvoj crnogorskoj ligi, završava na petom mestu, a u sezoni 2009/10. na osmom. Godine 2008. bio je organizator i učesnik prvog Atlasmont košarkaškog turnira.

## Spoljašnje veze
- Stranica kluba na eurobasket.com